# Eurymorion insigne
Eurymorion insigne là một loài nhện trong họ Linyphiidae. Loài này được phát hiện ở Brasil.